# Sodoma y Gomorra (Proust)
Sodoma y Gomorra es el cuarto volumen de su heptalogía En busca del tiempo perdido de Marcel Proust. Publicada en 1922. Se compone de cuatro capítulos. Continúa con la descripción de la vida social de las clases altas francesas del cambio de siglo XIX al XX. 
Esta novela se centra en dos figuras clave: Palamèdes, barón de Charlus y hermano del príncipe de Guermantes, y en Albertine Simonet, su amante con la que posee una relación llena de paradojas para él. 
El título se debe a las relaciones que mantiene el barón de Charlus. Primero con Jupien, un chalequetero (capítulo uno) y con Morel, un soldado que también es un experto violinista (capítulos dos y tres). Albertine aparece como un personaje que sobrevuela la novela pero que va tomando carácter a partir de la mitad del libro. El narrador se obsesiona con la sexualidad de ella, intuye que las mujeres no le son ajenas.
- Datos: Q605949